# Guilandina sphaerosperma
Guilandina sphaerosperma là một loài thực vật có hoa trong họ Đậu. Loài này được (Urb. & Ekman) Britton miêu tả khoa học đầu tiên năm 1930.